# Kočovníci severu
Kočovníci severu (1919, Nomads of the North) je dobrodružný příběh amerického spisovatele Jamese Olivera Curwooda.

## Obsah knihy
Kniha se odehrává v severní Kanadě a líčí příběhy medvíděte Nýwy a štěněte Mikiho. Lovec jménem Challoner, správce stanice Společnosti Hudsonova zálivu (Hudson Bay Company), zastřelí medvíděti matku, protože potřebuje její maso a tuk pro přežití na své lovecké cestě. Malého medvíděte se pak ujme.
Challenor chce obě mláďata věnovat jako dárek jedné dívce. Aby je měl pod kontrolu na plavbě kánoí po řece, přiváže je na společný provaz. Když se kanoe blíží k vodopádu a Challoner se snaží dostat se ke břehu, Nýwa se s Mikim popere a oba spadnou do vody. Jako zázrakem přežijí nejen pád do vodopádu, ale i další dny, týdny a měsíce v divočině. Zpočátku se těžko sžívají, ale pak se stanou přáteli. Když Nýwa usne zimním spánkem, Miky začne vybírat pasti lovce kožešin Jakuba le Beaua a jen se štěstím přežije otravu nastraženým sádlem.
Jakub le Beau je nelítostný a zlý muž, o němž si Indiáni tiše šeptají, že se v něm sešli všichni ďábli jeho předků. Mikiho nenávidí a chce ho zabít. Když se Miki nešťastně chytí do jeho pastí, poštve na něj svého zabijáckého psa. Miki nad ním zvítězí, Jakub pak Mikiho ztluče holí, ale přinese si jej domů, aby měl náhradu za potrhaného psa. Jeho žena Naneta se s Mikim spřátelí. Svého muže nenávidí, protože jí během kojení jejího prvního dítěte zbil a dítě pak zemřelo. Jakub se snaží Mikiho holí a bičem zlomit. Týrá jej, aby ho připravil na psí zápasy. Když předvádí Mikiho svému známému Durantovi a dráždí jej, tak se mu v tom Naneta snaží zabránit. Jakub ji srazí k zemi, vrhne se na ní a škrtí ji. Tu se naň Miki vrhne a zadáví jej.
Durant pak Mikiho ukradne, aby ho mohl postavit do psích zápasů ve stanici Fort O’God. Miki se zde naštěstí setká s Chanellorem, který si jej odvede. Když se chce Durant Mikiho násilím zmocnit a Chanellora napadne, Miki Chanelorovi pomůže a zraněný Durant uteče. Channellor je pak požádán, aby vyšetřil Jakubovu smrt. Odjede k Nanetě a zamiluje se do ní.
Miky podlehne volání divočiny a vydá do lesa na toulky. Když se po dvou týdnech vrátí, zjistí že Naneta i Channellor odešli. Vydá se proto za Nýwou, který se probouzí ze zimního spánku. Nýwa oběma zachrání život při velkém lesním požáru, ale pak se chytí do pasti na medvědy. Tu nastražil Channellor, který u pasti najde Mikiho. Všichni se tak znovu setkají a žijí pak společně na Channellorově stanici.

## Filmové adaptace
- Nomads of the North (1920, Kočovníci severu), americký němý film, režie David Hartford.
- Nikki, Wild Dog of the North (1964, Nikki, severský pes) americký, film, režie Jack Couffer a Don Haldane

## Česká vydání
- Kočovníci severu, Josef R. Vilímek, Praha 1921, přeložil Josef Staněk, znovu Českomoravské podniky tiskařské a vydavatelské, Praha 1926 a 1928, Novina, Praha 1930 a 1940 a Dominik Hlaváček, Praha 1947.
- Kočovníci severu, SNDK, Praha 1962, přeložil Ladislav Pekař, znovu 1973 a Šulc a spol., Praha 1992.
- Kočovníci severu (převyprávění od Jana Hory), Triton, 2019